# Luca Baraldi
Luca Baraldi (Modena, 7 settembre 1960) è un dirigente sportivo, dirigente d'azienda ed ex calciatore italiano.

## Carriera da imprenditore
Nel 2001 l'imprenditore Calisto Tanzi, patron della Parmalat e della squadra di calcio del Parma, convince Baraldi a lasciare la Banca Monte Parma e ad entrare nel Cda del Parma e della Parmatour.
L'8 gennaio 2003 diviene Amministratore Delegato della Lazio, fortemente voluto da Cesare Geronzi, presidente di Capitalia, banca controllante il club romano. Il suo compito è quello di sanare i conti della società biancoceleste, caduta in una grave crisi finanziaria a causa del crac della Cirio del finanziere Sergio Cragnotti. Progressivamente il potere di Baraldi si amplia, tant'è che assume anche la carica di Direttore Generale. In questo ruolo sperimenta nuove strategie per ridurre l'enorme deficit societario, consistenti in "spalmature" degli ingaggi dei calciatori e nella trasformazione di parte dei loro stipendi in azioni societarie ("Piano Baraldi"). La permanenza di Baraldi alla Lazio è abbastanza breve e nell'ottobre del 2003 si dimette, adducendo come motivazione non meglio precisate esigenze familiari.
Nel gennaio 2004 diviene vicepresidente e consigliere d'amministrazione del Parma, ma il 25 giugno 2005 esce dalla società emiliana. Il 30 agosto 2006 è eletto vicepresidente della Lega di Serie B e contemporaneamente è nominato prima vicepresidente, poi Direttore Sportivo, e in seguito presidente del Modena. Ma anche in questi ruoli la sua esperienza non dura molto e nel luglio 2007 diviene collaboratore esterno del Rugby Colorno.
Nel novembre 2009 diventa Direttore Generale del Bologna, e nel gennaio 2012 diventa consulente del patron del Padova, ovvero l'imprenditore veneto Marcello Cestaro. Nella stagione 2012-2013 entra a far parte del consiglio di amministrazione del Calcio Padova con il ruolo di consigliere delegato. Nel luglio 2013 con la cessione del Calcio Padova da parte di Marcello Cestaro a Diego Penocchio, lascia l'incarico.
Dal gennaio 2016 ricopre l'incarico di Amministratore Unico della Segafredo Zanetti Grandi Eventi, società che supporta operativamente le sponsorizzazioni di Segafredo Zanetti S.p.A. nel mondo del ciclismo e del basket.
Nell'estate 2019 diviene Amministratore delegato della Virtus Pallacanestro Bologna, squadra della quale il patron di Segafredo, Massimo Zanetti, è azionista di maggioranza.

### Procedimenti giudiziari
Per motivi collegati al fallimento della Parmalat, è stato condannato ad una pena di tre anni, all'interdizione dai pubblici uffici per cinque anni e dagli uffici aziendali privati per dieci e al pagamento di 250.000 euro. In secondo grado, la terza Sezione penale della Corte d'Appello di Bologna lo ha prosciolto da ogni accusa con formula piena, statuendo che "il fatto non sussiste".
Anche la Procura federale sportiva lo ha inquisito con l'accusa di aver effettuato plusvalenze fittizie quando era A.D. del Parma. In questo procedimento, all'esito del giudizio di primo grado, la Commissione Disciplinare Nazionale F.I.G.C. lo ha prosciolto da ogni addebito, riscontrando come, alla data delle operazioni di mercato contestate, Luca Baraldi non facesse parte della società emiliana, ma fosse in realtà tesserato per la Lazio.
L'attuale presidente della Lazio, l'imprenditore romano Claudio Lotito, ha contestato alcuni premi che Baraldi aveva ottenuto per aver, tramite il cosiddetto "Piano Baraldi", ridimensionato del 25% gli ingaggi dei calciatori. Il Tribunale Civile di Roma, Sezione Lavoro, ha accolto, nel maggio del 2007, la richiesta del massimo dirigente laziale di ottenere la restituzione di 2 milioni di euro, in quanto l'abbattimento degli ingaggi fu giudicato, in realtà, solo fittizio. Successivamente, le parti in causa si sono accordate per una transazione, che ha visto riconosciuta l'utilità del "Piano Baraldi".

## Carriera da calciatore
Esordisce appena diciassettenne nelle file del Modena nel campionato di Serie B 1977-1978 per poi disputare un altro paio di partite la stagione seguente sempre con  la società emiliana. Prosegue dunque una breve carriera nei campionati dilettantistici per poi lasciare il calcio e dedicarsi agli studi in economia.